# Ольшаны (Харьковская область)
Ольша́ны, в 18 веке также Ольша́на (укр. Вільшани) — посёлок, Ольшанский поселковый совет, Харьковский район, Харьковская область, Украина.

## География
Посёлок городского типа Ольшаны находится в 22 км от райцентра Дергачи на реках Лосык и Криворотовка (в Ольшанах называется Нецвитай), которые сливаются в одну реку Криворотовка. Эта река через 2 км впадает в реку Уды (правый приток), выше по течению примыкают сёла Гуковка и Ярошовка, ниже по течению на расстоянии в 1 км — село Двуречный Кут.

## История
- Поселение было основано в 1650-е годы[6] (согласно «Истории городов и сёл УССР», около 1655) выходцами из-за Днепра[7] (переселенцами из Богуславской Ольшаны на Киевщине, которые спасались на Слобожанщине от польского гнета). Основателем считается глава переселенцев и представитель старшинского казачьего рода Семен Ковалевский[8]. С конца XVII века — сотенное местечко Харьковского слободского казацкого полка, центр Ольшанской сотни.
- В XVIII веке Ольшаны были укреплённым городом[7].
- В 1741 году была построена православная Николаевская церковь во имя Николая Мирликийского.
- С 1765 года — центр Ольшанского либо Олешанского комиссарства Харьковской провинции Слободской губернии.
- Население в 1779 году для окружающих населённых пунктов большое — 2695 мужчин[1], в подавляющем большинстве войсковых обывателей (женщины не учитывались, так как не платили налогов).

Население местечка Ольшана в 1779 году, согласно «Ведомости, исъ какихъ именно городовъ и уездовъ Харьковское наместничество составлено и сколько было въ нихъ душъ на 1779 годъ», было довольно большим и составляло 2695 душ (учитывались только мужчины). Таким образом, Ольшана в том году была вторым по количеству населения населённым пунктом Золочевского уезда после самого Золочева.
- В 1780 местечко Ольшана вошло в Золочевский уезд Харьковского наместничества (с 1835 года — Харьковской губернии).
- В 1906 году Ольшаны (Ольшаная, Ольшанка) были слободой Харьковского уезда Харьковской губернии в 28 верстах от города Харькова, при pp. Ольшанке и Осиной. Церквей 4; базары и 4 ярмарки. Жителей 9252[7].
- В 1919 году был создан крестьянами ТОЗ (Товарищество по совместной обработке земли).
- В 1920-х годах село являлось админцентром Ольшанского района Харьковского округа Харьковской губернии; район упразднён в … году.
- В 1920-х-1930-х годах Николаевский храм в Ольшанах был канонично православным и принадлежал Харьковской и Ахтырской епархии РПЦ[9]; священником в 1932 году был Усатый, Аполлоний Саввич, 1887 г. рождения.[9]

В те же годы Воскресенская церковь также являлась канонично православной и относилась к той же епархии РПЦ; священниками в 1932 году были Уманцев, Иоанн Никифорович, 1882 г.р., и Владыков, Григорий Иванович, 1878 г.р.
- В 1938 году Ольшаны стали посёлком городского типа[6].
- В 1940 году, перед ВОВ, в Ольшанах были 2764 двора, православная церковь, два кирпичных завода, более десяти ветряных мельниц и сельсовет.[2]

В ходе Великой Отечественной войны в конце октября 1941 года Ольшаны были оккупированы наступавшими немецкими войсками; повторно оккупированы 9 марта 1943 года.
В середине февраля и середине августа 1943 года посёлок был освобожден Советской армией.
В годы войны 520 жителей села воевали на фронтах в рядах Советской армии; из них погибли минимум 115 воинов; 220 были награждены боевыми орденами и медалями СССР.
В 1966 году население составляло 9 700 человек.
По состоянию на начало 1974 года здесь действовали мебельная фабрика, швейная фабрика и совхоз овоще-молочного направления.
В 1976 году население составляло 9 550 человек. К этому году за мирный труд 238 жителей были награждены орденами и медалями СССР. Здесь работал овоще-молочный совхоз «Ольшанский», за которым были закреплены 3 534 га сельхозугодий, в том числе 2 801 га пахотной земли.
В 1981 году население Ольшан составляло 9 200 жителей; здесь действовали мебельная фабрика, швейная фабрика, цеха харьковских швейных фабрик «Украина» и «Динамо», цех Дергачёвского пищекомбината, комбинат коммунальных предприятий, средняя школа, два лечебных заведения, Дом культуры и две библиотеки.
В январе 1989 года численность населения составляла 8492 человека.
В июле 1995 года Кабинет министров Украины утвердил решение о приватизации находившегося здесь совхоза «Ольшанский».
На 1 января 2013 года численность населения составляла 7041 человек.

## Современное состояние

### Экономика
- Молочно-товарная ферма, машинно-тракторные мастерские.
- Мебельная, швейная фабрики.
- Овощные и молочные хозяйства.
- Сельскохозяйственное ООО «Вільне».
- Мельница.
- Завод «Сталекс»

### Транспорт
Находится в 28 км от Харькова, 6 км от железнодорожной станции Пересечная, на трассе «Харьков—Сумы». Через посёлок проходит автомобильная дорога Т-2106. Имеется автобусное сообщение с Харьковом (маршрут № 1152).

### Объекты социальной сферы
- Детский сад.
- Школа.
- Дом культуры.
- Библиотека.
- Больница.

## Известные жители
Уроженцы Ольшан получили почётные звания Героя Советского Союза и Героя Социалистического Труда:
- Андрейко, Николай Матвеевич — за отвагу и мужество, проявленные при форсировании Днепра[17];
- Денчик, Николай Фёдорович — за образцовое выполнение боевых заданий[17];
- Коваль, Иван Лукич — Герой Социалистического Труда.
- Батий, Григорий Иванович — заслуженный художник Украины.
- Колесник, Борис Афанасьевич  — заслуженный художник Украины.
- Крамаренко, Андрей Иванович —  Народный артист Украинской ССР (1946).
- Дудник, Николай Григорьевич — заслуженный артист Украины.(1938 г.-2020 г.)

В расположенной близ Ольшан усадьбе Ковалевских родились и жили известные люди — в частности, историк, профессор Максим Максимович Ковалевский,

## Достопримечательности
- Николаевская церковь.
- Братская могила советских воинов.
- Земельный банк (1912).
- Здание Земской школы (1910).